# Gare de Tourville
Gare de Tourville vasútállomás Franciaországban, Tourville-la-Rivière településen.

## Vasútvonalak
Az állomást az alábbi vasútvonalak érintik:
- Serquigny-Oissel-vasútvonal

## Kapcsolódó állomások
A vasútállomáshoz az alábbi állomások vannak a legközelebb:
- Gare d’Oissel
- Gare d’Elbeuf - Saint-Aubin